# Сидра (Порторико)
Сидра (шп. Cidra) је општина у америчкој острвској територији Порторико, острвској држави Кариба.

## Демографија
По попису из 2010. године број становника је 43.480, што је 727 (1,7%) становника више него 2000. године.
| Група             | 2000.          | 2010.          |
| Белци             | 203 (0,5%)     | 186 (0,4%)     |
| Афроамериканци    | 1.750 (4,1%)   | 3.592 (8,3%)   |
| Азијати           | 56 (0,1%)      | 36 (0,1%)      |
| Хиспаноамериканци | 42.486 (99,4%) | 43.239 (99,4%) |
| Укупно            | 42.753         | 43.480         |